# 喜多喜久
喜多 喜久（きた よしひさ、1979年3月6日 -）は、日本の小説家。
徳島県三好郡三加茂町（現・東みよし町）出身。香川県在住。徳島県立脇町高等学校卒業。東京大学薬学部卒業。東京大学大学院薬学系研究科修士課程修了。大手製薬会社の研究員として勤務する傍ら執筆活動を行なっていたが、2017年3月末を以て退職。専業作家となる 。2010年、『ラブ・ケミストリー』（応募時のタイトルは「有機をもって恋をせよ」）で第9回『このミステリーがすごい!』大賞優秀賞を受賞する。2011年、同作で小説家デビュー。ペンネームの由来は「名字は本名で、縁起のいい名前を」という思いから。井上喜久子のファンである。

## 作品リスト

### 単著

#### ケミストリーシリーズ
- ラブ・ケミストリー（2011年3月 宝島社 / 2012年3月 宝島社文庫）
- 猫色ケミストリー（2012年4月 宝島社 / 2013年5月 宝島社文庫）
- ラブ・リプレイ（2012年9月 宝島社）
  - 【改題】リプレイ2.14（2013年9月 宝島社文庫）

#### 化学探偵Mr.キュリーシリーズ
- 化学探偵Mr.キュリー（2013年7月 中公文庫）
- 化学探偵Mr.キュリー2（2014年7月 中公文庫）
- 化学探偵Mr.キュリー3（2015年6月 中公文庫）
- 化学探偵Mr.キュリー4（2016年3月 中公文庫）
- 化学探偵Mr.キュリー5（2016年12月 中公文庫）
- 化学探偵Mr.キュリー6（2017年6月 中公文庫）
- 化学探偵Mr.キュリー7（2018年2月 中公文庫）
- 化学探偵Mr.キュリー8（2019年6月 中公文庫）
- 化学探偵Mr.キュリー9（2020年4月 中公文庫）
- 化学探偵Mr.キュリー10（2021年5月 中公文庫）

#### リケジョ探偵シリーズ
- リケジョ探偵の謎解きラボ（2017年5月 宝島社文庫）
- リケジョ探偵の謎解きラボ 彼女の推理と決断（2019年4月 宝島社文庫）

#### 死香探偵シリーズ
- 死香探偵 尊き死たちは気高く香る（2018年1月 中公文庫）
- 死香探偵 連なる死たちは狂おしく香る（2019年2月 中公文庫）
- 死香探偵 哀しき死たちは儚く香る（2020年3月 中公文庫）
- 死香探偵 生死の狭間で愛は香る（2021年1月 中公文庫）
- 死香探偵 真心は捧げられた死と香る（2022年2月 中公文庫）

#### プリンセス刑事シリーズ
- プリンセス刑事（2018年10月 文春文庫）
- プリンセス刑事 生前退位と姫の恋（2019年10月 文春文庫）
- プリンセス刑事 弱き者たちの反逆と姫の決意（2021年8月 文春文庫）

#### 科警研のホームズシリーズ
- 科警研のホームズ（2018年11月 宝島社文庫）
- 科警研のホームズ 毒殺のシンフォニア（2019年10月 宝島社文庫）
- 科警研のホームズ 絞殺のサイコロジー（2021年6月 宝島社文庫）

#### ヴァンパイア探偵シリーズ
- ヴァンパイア探偵 －禁断の運命の血－（2019年8月 小学館文庫キャラブン!）
- ヴァンパイア探偵2 戦慄の血塗られし狩人（2020年9月 小学館文庫キャラブン!）

#### 動機探偵
- 動機探偵（2020年8月 双葉文庫）
- 動機探偵 名村詩朗の洞察（2021年11月 双葉文庫）

#### その他の作品
- 美少女教授・桐島統子の事件研究録（2012年12月 中央公論新社）
  - 【改題】桐島教授の研究報告書 テロメアと吸血鬼の謎（2015年3月 中公文庫）
- 恋する創薬研究室 片思い、ウイルス、ときどき密室（2013年10月 幻冬舎 / 2015年5月 幻冬舎文庫）
- 二重螺旋の誘拐（2013年11月 宝島社 / 2014年10月 宝島社文庫）
- 真夏の異邦人 超常現象研究会のフィールドワーク（2014年9月 集英社文庫）
- 捏造のロジック 文部科学省研究公正局・二神冴希（2014年12月 宝島社）
  - 【改題】研究公正局・二神冴希の査問 幻の論文と消えた研究者（2016年3月 宝島社文庫）
- 創薬探偵から祝福を（2015年12月 新潮文庫nex）
- アルパカ探偵、街を行く（2016年4月 幻冬舎文庫）
- リケコイ。（2016年10月 集英社文庫）
- ビギナーズ・ドラッグ（2017年12月 講談社）
  - 【改題】ビギナーズ・ラボ（2020年2月 講談社文庫）
- 推理は空から舞い降りる 浪速国際空港へようこそ（2018年5月 宝島社文庫）
- 「はじめまして」を3000回（2018年6月 幻冬舎）
  - 【改題】はじめましてを、もう一度。（2021年4月 幻冬舎文庫）
- マダラ 死を呼ぶ悪魔のアプリ（2018年9月 集英社文庫）
- 青矢先輩と私の探偵部活動（2020年12月 集英社文庫）

### アンソロジー
「」内が喜多喜久の作品
- 『このミステリーがすごい!』大賞10周年記念 10分間ミステリー（2012年2月 宝島社文庫）「父のスピーチ」
- 5分で読める！ ひと駅ストーリー 乗車編（2012年12月 宝島社文庫）「地下鉄異臭事件の顛末」
- もっとすごい！ 10分間ミステリー（2013年5月 宝島社文庫）「Csのために」
- 5分で読める！ ひと駅ストーリー 夏の記憶 東口編（2013年7月 宝島社文庫）「カナブン」
- 5分で読める！ ひと駅ストーリー 冬の記憶 西口編（2013年12月 宝島社文庫）「冬空の彼方に」
- 5分で読める！ ひと駅ストーリー 本の物語（2014年12月 宝島社文庫）「きっかけ」
- 5分で泣ける！ 胸がいっぱいになる物語（2015年3月 宝島社文庫）「父のスピーチ」
- 5分で読める！ ひと駅ストーリー 食の話（2015年10月 宝島社文庫）「味覚の新世界より」
- 5分で驚く！ どんでん返しの物語（2016年6月 宝島社文庫）「冬空の彼方に」
- 10分間ミステリー THE BEST（2016年9月 宝島社文庫）「父のスピーチ」
- このミステリーがすごい！ 三つの迷宮（2015年11月 宝島社文庫）「リケジョ探偵謎解きラボ」
- 小説 BOC 3（2016年10月 中央公論新社）「夜の虹 1999年のMr.キュリー」
- 2030年の旅（2017年10月 中公文庫）「革命のメソッド」
- 5分でドキッとする！ 意外な恋の物語（2020年8月 宝島社文庫）「地下鉄異臭事件の顚末」「きっかけ」
- 1話3分で驚きの結末！ 大どんでん返しの物語（2021年3月 宝島社）「父のスピーチ」
- 3分で読める！ 眠れない夜に読む心ほぐれる物語（2021年7月 宝島社文庫）「午前零時のミステリ談義」
- 3分で読める！ 誰にも言えない○○の物語（2022年5月 宝島社文庫）「誰にも言えない玉ねぎの物語」
- 3分で仰天！ 大どんでん返しの物語（2023年1月 宝島社文庫）「午前零時のミステリ談義」
- 3分で殺す！ 不連続な25の殺人（2023年9月 宝島社文庫）「Csのために」

### 単著未収録作品
- クリスマス・テロ（宝島社『このミステリーがすごい！ 2012年版』2011年12月）
- マルスは幸福の名のもとに（講談社『小説現代』2016年3月号）

## メディア・ミックス

### バラエティー
- 超再現!ミステリー（2012年5月8日、日本テレビ、原作：ラブ・ケミストリー）

### テレビドラマ
- このミステリーがすごい! ベストセラー作家からの挑戦状「リケジョ探偵の謎解きラボ」（2015年11月30日、TBS系「月曜ゴールデン」枠、主演：上野樹里）[8]

### 漫画
- 化学探偵Mr.キュリー（2018年2月、全1巻、角川コミックス・エース） - 作画：ばたこ
- あおたん！―青矢先輩と私の探偵部活動―（2022年3月、全1巻、りぼんマスコットコミックス、原作：青矢先輩と私の探偵部活動） - 作画：かるき春

## 海外への翻訳

### 台湾
- 美少女教授・桐島統子的事件研究錄（2015年1月 野人文化） - 美少女教授・桐島統子の事件研究録
- 化學偵探居禮先生（2015年8月 白象文化） - 化学探偵Mr.キュリー
- 化學偵探居禮先生2（2016年1月 白象文化） - 化学探偵Mr.キュリー2
- 化學偵探居禮先生3（2016年8月 白象文化） - 化学探偵Mr.キュリー3